# Santo Domingo de la Calzada
Santo Domingo de la Calzada tỉnh và cộng đồng tự trị La Rioja, phía bắc Tây Ban Nha. Đô thị này có diện tích là 40,09 ki-lô-mét vuông, dân số năm 2009 là 6737 người với mật độ 168,05 người/km². Đô thị này có cự ly 46 km so với Logroño.